# بغل کردن

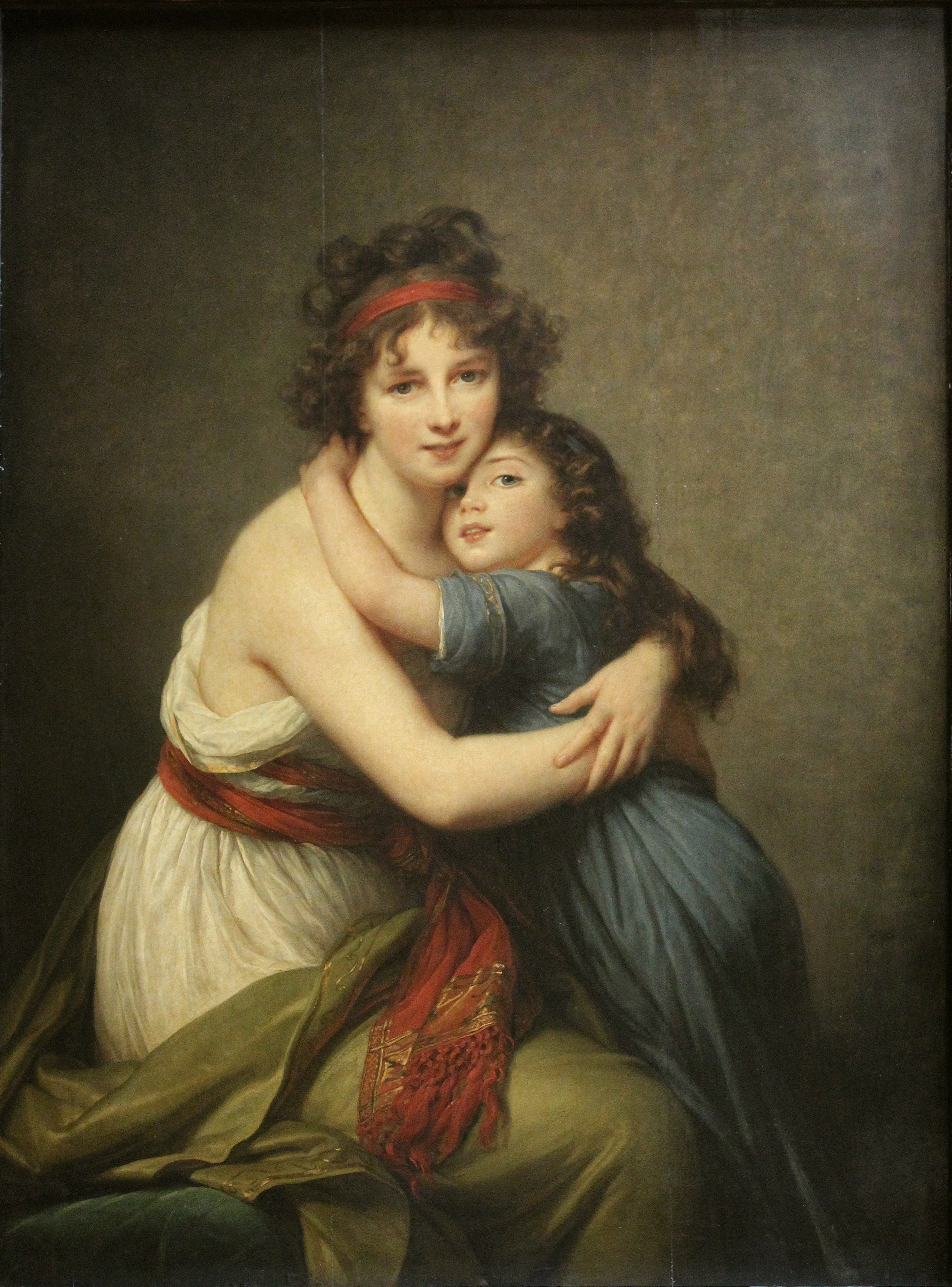
خودنگاره الیزابت لوئیس ویگی لوبرن و دخترش، سال ۱۷۸۹

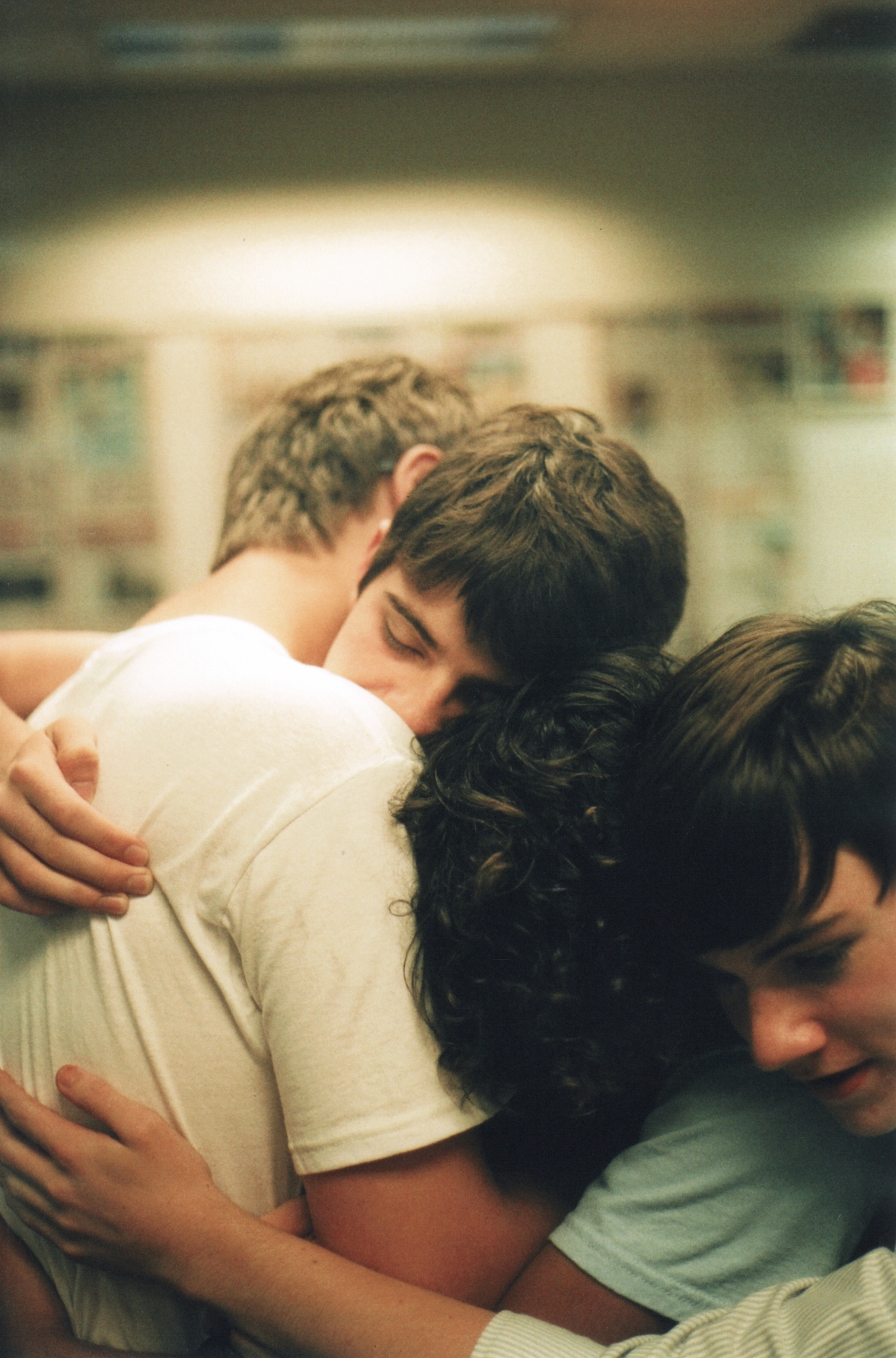
در آغوش گرفتن گروهی برای نشان دادن صمیمت

بغل کردن (به انگلیسی: Hug) یا در آغوش گرفتن، دو نفر دست‌های خود را دور بدن یکدیگر قرار داده و همدیگر را فشار می‌دهند. همچنین، بغل کردن برای تسکین دلتنگی و روح تأثیرگذار است. در آغوش گرفتن می‌تواند نشانه دوستی، عشق، محبت یا همدردی باشد.